# Deluz
Deluz és un municipi francès situat al departament del Doubs i a la regió de Borgonya - Franc Comtat. L'any 2007 tenia 659 habitants.

## Demografia

### Població
El 2007 la població de fet de Deluz era de 659 persones. Hi havia 296 famílies de les quals 92 eren unipersonals (40 homes vivint sols i 52 dones vivint soles), 108 parelles sense fills, 80 parelles amb fills i 16 famílies monoparentals amb fills.
La població ha evolucionat segons el següent gràfic:
Habitants censats

### Habitatges
El 2007 hi havia 328 habitatges, 294 eren l'habitatge principal de la família, 10 eren segones residències i 23 estaven desocupats. 201 eren cases i 127 eren apartaments. Dels 294 habitatges principals, 214 estaven ocupats pels seus propietaris, 76 estaven llogats i ocupats pels llogaters i 5 estaven cedits a títol gratuït; 4 tenien una cambra, 24 en tenien dues, 40 en tenien tres, 80 en tenien quatre i 147 en tenien cinc o més. 226 habitatges disposaven pel capbaix d'una plaça de pàrquing. A 122 habitatges hi havia un automòbil i a 133 n'hi havia dos o més.

### Piràmide de població
La piràmide de població per edats i sexe el 2009 era:
| Homes | Edats   | Dones |
| ----- | ------- | ----- |
| 0     | 95 o +  | 0     |
| 0     | 90 a 94 | 4     |
| 4     | 85 a 89 | 12    |
| 0     | 80 a 84 | 8     |
| 16    | 75 a 79 | 16    |
| 8     | 70 a 74 | 16    |
| 4     | 65 a 69 | 16    |
| 24    | 60 a 64 | 24    |
| 20    | 55 a 59 | 28    |
| 28    | 50 a 54 | 28    |
| 36    | 45 a 49 | 40    |
| 12    | 40 a 44 | 16    |
| 28    | 35 a 39 | 12    |
| 28    | 30 a 34 | 20    |
| 24    | 25 a 29 | 28    |
| 16    | 20 a 24 | 40    |
| 20    | 15 a 19 | 24    |
| 12    | 10 a 14 | 28    |
| 12    | 5 a 9   | 20    |
| 8     | 0 a 4   | 20    |

## Economia
El 2007 la població en edat de treballar era de 442 persones, 326 eren actives i 116 eren inactives. De les 326 persones actives 292 estaven ocupades (154 homes i 138 dones) i 34 estaven aturades (19 homes i 15 dones). De les 116 persones inactives 48 estaven jubilades, 47 estaven estudiant i 21 estaven classificades com a «altres inactius».

### Ingressos
El 2009 a Deluz hi havia 291 unitats fiscals que integraven 652 persones, la mediana anual d'ingressos fiscals per persona era de 17.397,5 €.

### Activitats econòmiques
Dels 15 establiments que hi havia el 2007, 1 era d'una empresa extractiva, 1 d'una empresa alimentària, 1 d'una empresa de fabricació de material elèctric, 3 d'empreses de construcció, 4 d'empreses de comerç i reparació d'automòbils, 3 d'empreses de transport, 1 d'una empresa d'hostatgeria i restauració i 1 d'una entitat de l'administració pública.
Dels 4 establiments de servei als particulars que hi havia el 2009, 1 era una oficina de correu, 1 paleta, 1 fusteria i 1 electricista.
L'únic establiment comercial que hi havia el 2009 era una fleca.

## Equipaments sanitaris i escolars
El 2009 hi havia una escola elemental integrada dins d'un grup escolar amb les comunes properes formant una escola dispersa.

## Poblacions més properes
El següent diagrama mostra les poblacions més properes.